# Revisión kaige

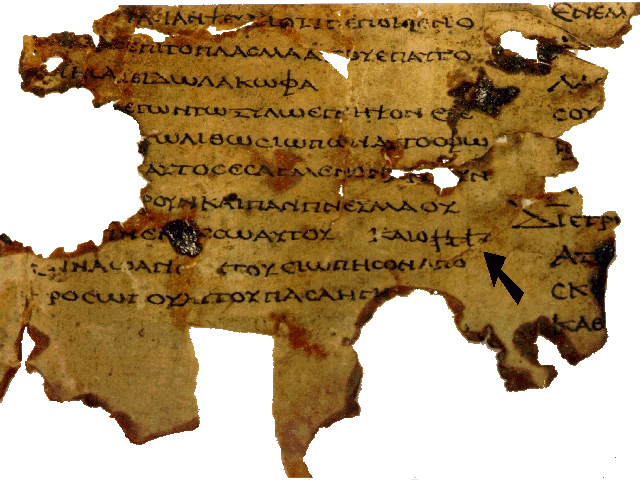
Parte bada de la col. 18 (de acuerdo a E. Tov) del Rollo griego de los Profetas Menores de Nahal Hever (8HevXII gr). La flecha apunta hacia el nombre divino en escritura paleohebrea

La revisión kaige, o simplemente kaige, es el grupo de revisiones de la Septuaginta realizada para acercar la traducción al hebreo bíblico protomasorético. La importancia de esta revisión radica en su estado como precursor de revisiones posteriores (p.ej., Aquila, Símaco y Teodoción) así como la luz que arroja sobre los orígenes de la Septuaginta.
Las revisiones individuales características de kaige fueron observadas por primera vez por Dominique Barthélemy en el Rollo griego de los Profetas Menores de Nahal Hever. Ellis R. Brotzman (Profesor retirado del Antiguo Testamento en Tyndale Theological Seminary) y Eric J. Tully (Profesor asistente del Antiguo Testamento e idiomas semíticos en Trinity Evangelical Divinity School) afirmaron que una característica de la revisión kaige, que es una de las primeras adaptaciones de la versión griega de la Septuaginta al texto hebreo, es que tiene escrito YHWH en paleohebreo. Dicen que esta revisión data apenas de finales del siglo I a. C. o principios del siglo I d. C. Por eso su aparición no precede mucho a los escritos de Pablo de Tarso.

## Lectura adicional
- Timothy Michael Law, When God Spoke Greek, Oxford University Press, 2013.
- Natalio Fernández Marcos "The B-text of Judges: Kaige Revision and Beyond", in After Qumran. Old and Modern Editions of the Biblical Text – The Historical Books, Editado por H. Ausloos, B. Lemmelijn, J. Trebolle Barrera. BETL 246. Lovaina-París-Walpole MA, Peeters 2012, 161-170.

- Datos: Q19572345